# Schihab ad-Din Yahya Suhrawardi

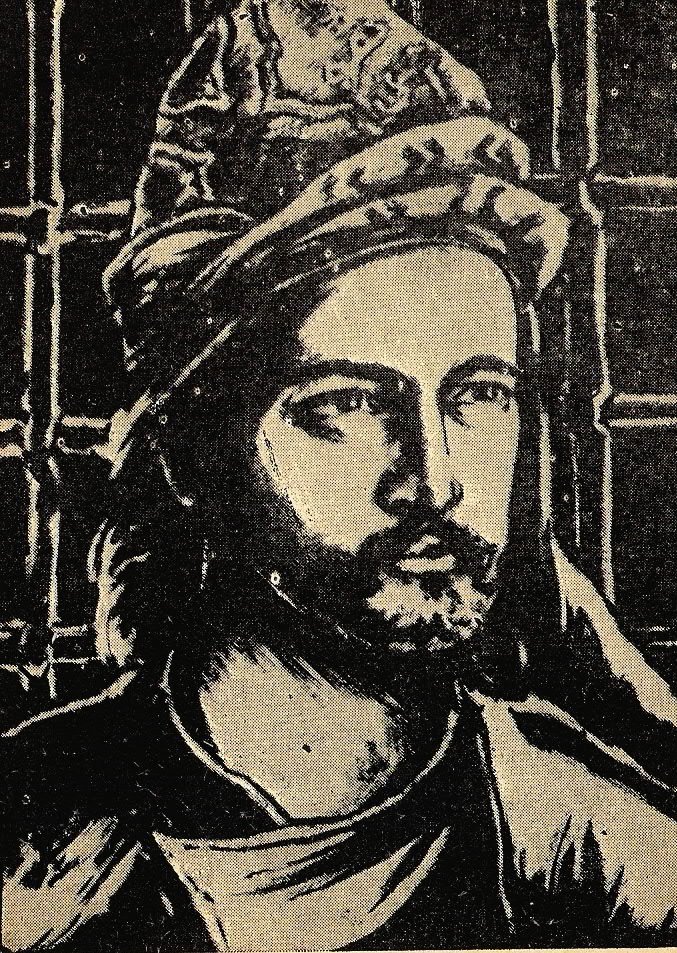
Aserbaidschanische Darstellung Suhrawardis

Schihab ad-Din Yahya Suhrawardi (persisch شهاب الدين يحيى سهروردی, DMG Šihāb ad-Dīn Yaḥyā Suhravardī; * 1154 in Suhraward in der persischen Provinz Zandschan; † 1191 in Aleppo), (arabisch) auch as-Suhrawardī, kurz Suhrawardi oder Sohravardi genannt, war ein persischer Philosoph und Mystiker. Er wird oft „der Getötete“ (al-maqtul) oder von seinen Anhängern Scheich al-Ischraq (arabisch شيخ الاشراق, DMG Šaiḫ al-išrāq ‚Meister der Erleuchtung‘) genannt, um ihn nicht mit den beiden anderen Suhrawardis zu verwechseln, die bei der Bildung der Sufi-Orden und der Systematisierung von Sufi-Lehren eine entscheidende Rolle spielten.

## Leben
Nach anfänglichen Studien zog Suhrawardi durch die zentralen Gebiete der islamischen Welt. Angezogen durch den Ayyubiden-Herrscher az-Zahir Ghazi, der Sufis und Gelehrte förderte, ließ er sich schließlich in Aleppo nieder. Dort erreichte er schon in jungen Jahren einen hohen Bekanntheitsgrad durch seine Gedanken, die er in ununterbrochener Folge auf Arabisch und Persisch niederschrieb. Dabei wandte er in seinen mehrheitlich philosophischen Lehrschriften und Abhandlungen zumeist einen wissenschaftlichen Stil an, verfasste aber auch eine Vielzahl an allegorisch-symbolischen Erzählungen in literarischem Stil sowie einige Gebete und Litaneien.
Die zahlreichen zuweilen hagiographisch ausgeschmückten Berichte über seinen Tod sind widersprüchlich, sodass die genauen Todesumstände nicht eindeutig rekonstruiert werden können. Von den Rechtsgelehrten in Aleppo wurde Suhrawardi jedenfalls mit Argwohn betrachtet, wobei sein enges Verhältnis zum Thronerben Az-Zahir Ghazi eine Rolle spielte. Schließlich konnten seine Gegner den Sultan Saladin davon überzeugen, in Suhrawardi einen schädlichen Einfluss und ferner eine Bedrohung für die Stabilität und Rechtgläubigkeit des Hofes und Reiches zu sehen. Mit seiner Schlussfolgerung, dass neue prophetische Offenbarungen durch mystischen Kontakt mit einem „aktiven Intellekt“ herabkommen würden, verstieß er gegen das islamische Dogma von der abschließenden Sendung des Propheten Mohammed. Nachdem er infolgedessen verhaftet und sein Todesurteil unterzeichnet worden war, wurde er im Alter von 37 Jahren hingerichtet.

## Lehre
Suhrawardi gilt als der „Meister der Philosophie der Erleuchtung“. Seine Lehren über die Lichttheologie diskutiert er in knapp fünfzig verschiedenen Werken; dabei beschreibt er das Wesen Gottes als das überall in seiner Schöpfung verstreute Licht. In seiner Farbensymbolik ist Rot ein aus materieller Dunkelheit (Schwarz) und geistigem Licht (Weiß) gemischtes Phänomen. Es lassen sich bei dieser Lehre Einflüsse von und gleichzeitig Kritik an der peripatetischen Philosophie und an Avicenna, dem Suhrawardi mangelnde Konsequenz in dessen Ausführungen zur islamischen Theologie und Mystik vorwarf, erkennen. Auch lassen sich Elemente der antiken Philosophie, der hermetischen Philosophie, der Weisheit des alten Ägyptens und Irans ausmachen. Auch die für das Konzept der Sphärenmusik bedeutsamen klangerzeugenden mystischen Himmelssphären sind in seinem Werk erwähnt.

## Rezeption
Die Philosophie Suhrawardis wurde später hauptsächlich von Schia-Philosophen übernommen. Auf diese Weise stellt sie im späten Mittelalter ein wichtiges Element in der persisch-philosophischen Tradition dar. Mullah Sadra von Schiras ist beispielsweise tief von Suhrawardis Gedankengut beeinflusst.
Perser, die später nach Indien auswanderten, nahmen die Philosophie der Erleuchtung mit und lehrten sie dort in mystischen, insbesondere auch zoroastrischen Kreisen. Große Anteile dieses Einflusses erkennt man darüber hinaus zum Beispiel bei Mir Damad im 17. Jahrhundert, einem der bedeutendsten Denker und Mystiker der Safawiden-Zeit, der Gott mit Licht gleichsetzt.

## Werke
Suhrawardis Œuvre umfasst insgesamt über 50 Schriften, die größtenteils erhalten sind. Eine Auswahl seiner populären Schriften:

### Persische Schriften (Auswahl)
- Buch des Lichtglanzes, persisch پرتونامه, DMG Partau-nāma
- Gotteslehre, persisch يزدانشناخت, DMG Yazdān-šināḫt
- Imad ad-Dins Schreibtafel, persisch الواح عمادى, DMG Alwāḥ-i ‘imādī
- Lichtgestalten, arabisch هياكل النور, DMG Hayākil an-nūr
- Die Sprache der Ameisen, persisch لغت موران, DMG Luġat-i mūrān
- Der Pfiff des Simurgh, persisch صفیر سیمرغ, DMG Ṣafīr-i sī-murġ
- Ein Tag in der Gesellschaft der Sufis, persisch روزى با جماعت صوفيان, DMG Rūz-ī bā ǧamā‘at-i ṣūfīyān
- Über das Empfinden der Kindheit, arabisch فى حالة الطفولية, DMG Fī ḥālat aṭ-ṭufūlīya
- Der Klang des Flügelschlags Gabriels, persisch آواز پر جبرئيل, DMG Āwāz-i par-i Ǧibra’īl
- Der rote Intellekt, persisch عقل سرخ, DMG ‘Aql-i surḫ
- Über die Wirklichkeit der Liebe, arabisch فى حقيقة العشق, DMG Fī ḥaqīqat al-‘išq, oder Der Gefährte der Liebenden, arabisch مونس العشاق, DMG Mūnis al-‘uššāq
- Der [Duft-]Garten der Herzen, arabisch بستان القلوب, DMG Bustān al-qulūb
- Das Sendschreiben der Vögel (Suhrawardis Übersetzung der gleichnamigen, arabischsprachigen Schrift von Avicenna), arabisch رسالة الطير, DMG Risālat aṭ-ṭayr

### Arabische Schriften (Auswahl)
- Die Weisheit (Philosophie) der Erleuchtung (sein Magnum Opus), arabisch حكمة الاشراق, DMG Ḥikmat al-išrāq
- Eingebungen und Heiligungen (Gebetstexte und Litaneien), arabisch الواردات و التقديسات, DMG Al-wāridāt wa-'t-taqdīsāt
- Das Buch der Andeutungen, arabisch كتاب التلويحات, DMG Kitāb at-talwīḥāt
- Das Buch der Widerstände, arabisch كتاب المقاومات, DMG Kitāb al-muqāwimāt
- Das Buch der Pfade und Gespräche (sein umfangreichstes Werk), arabisch كتاب المشارع و المطاحرات, DMG Kitāb al-mašāri‘ wa'l-muṭāraḥāt
- Zum Glauben der Weisen, arabisch فى الاعتقاد الحكماء, DMG Fī'l-i‘tiqād al-ḥukamā’
- Lichtblitze, arabisch اللمحات, DMG Al-lamaḥāt
- Die Erzählung vom westlichen Exil (liegt ebenfalls in womöglich eigener persischer Übersetzung vor), arabisch قصة الغربة الغربية, DMG Qiṣṣat al-ġurbat al-ġarbiyya